# Natan Carneiro de Lima
Natan Carneiro de Lima, genannt Natan (* 8. November 1990 in Pé de Serra, BA), ist ein ehemaliger brasilianischer Fußballspieler. Der Rechtsfuß spielte vorwiegend im offensiven Mittelfeld.

## Karriere
Natan erhielt seine fußballerische Ausbildung beim Cruzeiro FC (BA) und Santa Cruz FC. Beim Zweiten schaffte er auch 2010 den Sprung in den Profikader. Am 17. März 2010 spielte er im Copa do Brasil gegen den Botafogo FR, wo er in der 73. Minute eingewechselt wurde. Sein Klub stieg langsam von der Série D bis 2016 zur Série A auf. Diesen machte er allerdings schon nicht mehr mit, da er zur Saison 2015 zum Criciúma EC wechselte. In seiner ersten Saison kam er bei dem Klub zu regelmäßigen Einsätzen, wurde aber bereits im Folgejahr wieder abgegeben.
Im Mai 2016 wurde der Cuiabá EC die neue Wirkungsstätte Natans. Dieser spielte in dem Jahr in der Série C. Auch in die Saison 2017 startete Natan zunächst mit Cuiabá, wechselte aber im laufenden Spielbetrieb zurück zu Santa Cruz in die Série B.
Am Ende des Jahres verließ Natan Santa Cruz wieder. Im Februar fand er wieder eine Anstellung beim CS Sergipe. Ab Juli 2018 war Natan beim Decisão FC unter Vertrag. Mit dem Klub bestritt er in der Saison noch sechs Spiele in der zweiten Liga der Staatsmeisterschaft von Pernambuco. Zur Saison 2020 wechselte Natan zum ECPP Vitória da Conquista. Der Vertrag erhielt eine Laufzeit bis Ende des Jahres. In der Saison bestritt er in der Staatsmeisterschaft von Bahia 2020 acht Spiele (ein Tor) und zwölf (zwei Tore) in der Série D 2020. In Ende Dezember 2020 erhielt er bei dem Klub eine Vertragsverlängerung bis zum Ende der Staatsmeisterschaft von Bahia 2021.

## Erfolge
Santa Cruz
- Staatspokal von Pernambuco: 2009, 2010
- Staatsmeisterschaft von Pernambuco: 2011, 2012, 2013
- Série C: 2013